# Saint-Exupéry
Saint-Exupéry è un comune francese di 169 abitanti situato nel dipartimento della Gironda nella regione della Nuova Aquitania.

## Società

### Evoluzione demografica
Abitanti censiti